# Kleiner Hahnstein
Der Kleine Hahnstein ist ein 451,2 m ü. NHN hoher Berg im südlichen Pfälzerwald. Er liegt im rheinland-pfälzischen Landkreis Südliche Weinstraße im Dahner Felsenland, einem Teil des Wasgaus, der vom Südteil des Pfälzerwaldes gebildet wird. Der Berg ist vollständig bewaldet. Den Gipfel bildet ein etwa 20 m langer, etwa 3 m breiter und etwa 11 m hoher Buntsandsteinfelsen. Der Felsen ist als Naturdenkmal ND-7337-246 im Gemeindegebiet von Waldrohrbach ausgewiesen.

## Lage

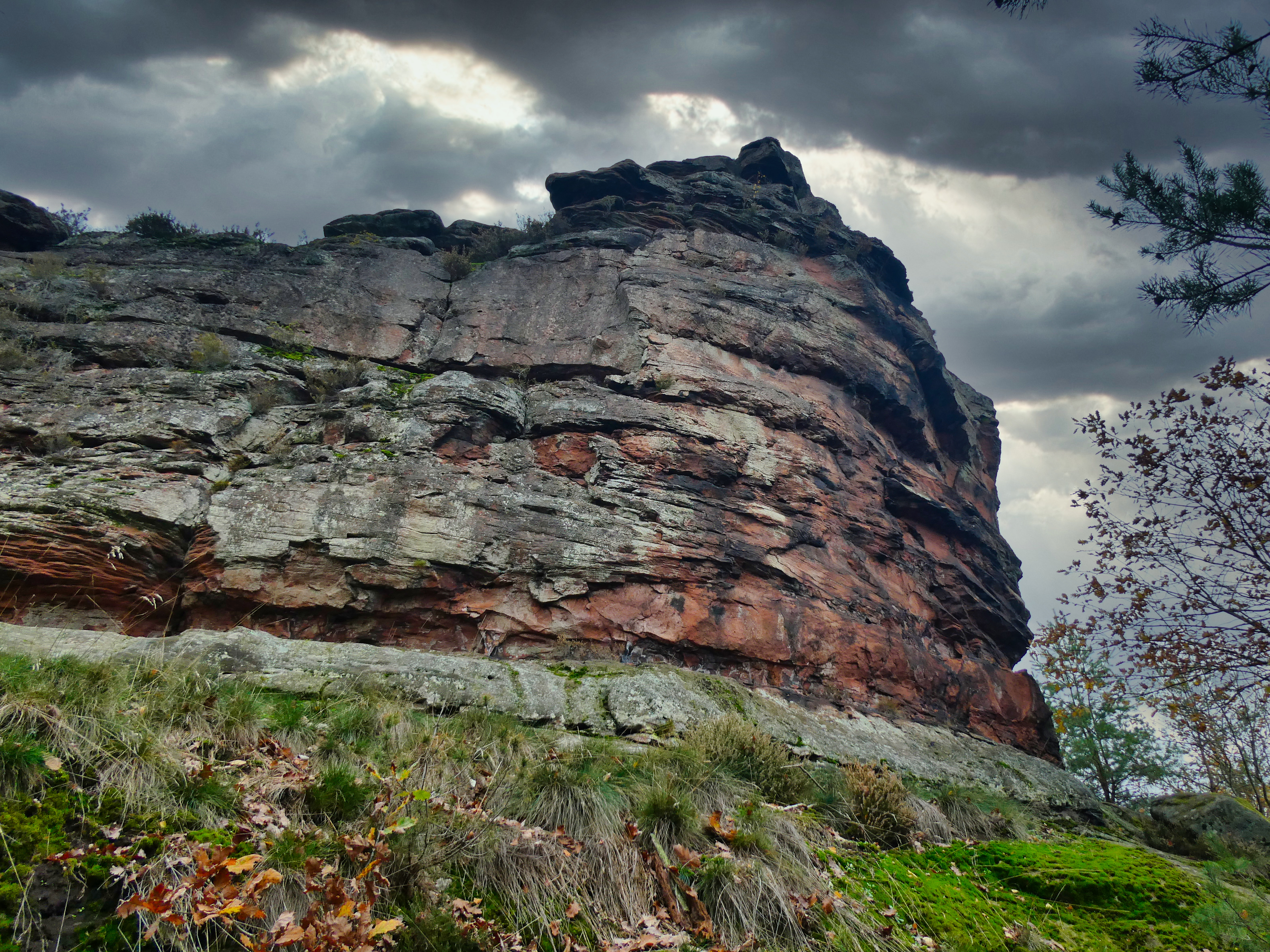
Gipfelfelsen

Der Berg liegt im Annweiler Wald auf der Gemarkung der Gemeinde Waldrohrbach. Diese liegt in einer Entfernung von 750 m Luftlinie südwestlich vom Berg. In 600 m Luftlinie nördlich erhebt sich der Rehberg 576,8 m ü. NHN. Südöstlich in einer Entfernung von einem Kilometer befindet sich der Große Hahnstein 411,4 m ü. NHN; sein Name sowie die Bezeichnung Kleiner Hahnstein beziehen sich nicht auf die Höhe, sondern auf die Größe ihrer Felsen.
Östlich des Bergsattels Am Hohen Markstein zwischen Rehberg und Kleinem Hahnstein entspringt der Wolfsbach, der den Berg östlich in Richtung Kaiserbachtal umfliesst. Im Westen ist der Berg durch das Aßental mit dem Assenthalbach, der nordwestlich von Waldrohrbach in den Kaiserbach mündet, begrenzt.

## Zugang und Wandern
Um den Berg führen Wanderwege im Wandergebiet Trifelsland. Der Gipfel des Berges kann über einen schmalen Wanderpfad erreicht werden. Die Besteigung des Gipfelfelsens erleichtern Griffmulden und Trittstufen an der Nord- und Südseite des Felsens. Der Zugang zum Berg kann vom Süden von Waldrohrbach im Kaiserbachtal über etwa 3 km oder vom Norden von der an der Zufahrt fungierende Kreisstraße 2 (Trifelsstraße) zur Burg Trifels gelegenen Klettererhütte unter Umgehung des Rehberges  über 3,5 km erfolgen. Vom Gipfelfelsen hat man einen weitreichenden Ausblick in das Queichtal, die Berge des nördlichen Wasgaus und zur Burg Scharfenberg (Münz) der Burgengruppe am Trifels. Der Ausblick nach Norden ist durch den wesentlich höheren Rehberg versperrt.